# Secret
Secret („Тайна“) е песен на Мадона, издадена като пилотен сингъл от шестия ѝ студиен албум, Bedtime Stories. Пусната е на пазара през септември 1994 г. и се превръща в топ 10 хит по целия свят, като достига № 3 в Обединеното кралство и № 5 в САЩ.

## Информация за песента
Secret първоначално е написана от Мадона и Шеп Петибоун, с когото тя работи по албума си от 1992 г. Erotica. Когато е издадена обаче, песента е приписана на Мадона и Далас Остин, а Петибоун получава признание за приноса си през 2001 г., когато бива издаден албумът с ремикси GHV2 Remixed: The Best of 1991 – 2001.
Песента е записана между април и юни 1994 г. Като Б-страни към сингъла са издадени инструментална версия на Secret и Let Down Your Guard (Rough Mix Edit).

## Видеоклип
Видеоклипът е изцяло черно-бял. Режисиран е от фотографа Мелоди Макданиел и е заснет на 9 септември 1994 г. в Харлем, Ню Йорк. Видеото е с неопределен сюжет и представя Мадона като певица в нощен клуб. Една от сцените показва религиозен ритуал подобен на кръщение, през който Мадона преминава. Други сцени показват улиците на Харлем, обитателите им и отношенията между тях. 